# Milo Callaghan
Milo Callaghan ist ein britischer Schauspieler.

## Leben und Karriere
Callaghan studierte an der University of Cambridge, wo er Mitglied der Theatergruppe Cambridge Footlights war. Sein Debüt gab er 2020 in der Fernsehserie The Spanish Princess. Anschließend war er 2024 in einer Folge in Doctor Who zu sehen. Im selben Jahr wurde er für den Film The Strangers: Chapter 1 gecastet. Außerdem trat er in der Serie Rivals auf. 2025 bekam Callaghan eine Rolle in der Serie Video Nasty – Horror ist Kult.

## Filmografie
Filme
- 2024: The Strangers: Chapter 1

Serien
- 2020: The Spanish Princess
- 2023: Casualty
- 2024: Doctor Who
- 2024: Rivals
- 2024: Dune: Prophecy
- 2025: Video Nasty – Horror ist Kult